# Chapelle Notre-Dame-de-l'Île
La chapelle Notre-Dame-de-l'Île est une chapelle catholique située à Luzech, en France.

## Localisation
L'église est située dans le département français du Lot sur le territoire de la commune de Luzech.

## Historique
On ne connaît pas l'origine de la chapelle. On racontait qu'à plusieurs reprises la Vierge serait apparue sur les flancs de la Cévenne. Elle descendait sur la rive du Lot, dénouait son tablier, l'étalait sur l'eau et s'en servait pour passer sur l'autre rive. Les habitants de Luzech auraient alors construit la chapelle et les bateliers se sont placés sur sa protection.
Par ailleurs, la chapelle Notre-Dame-de-l'Île, face à Saint-Vincent-Rive-d'Olt, devait protéger les navigateurs quand ils dirigeaient leurs barques dans les rapides autour de la presqu'île. Jusqu'au percement du canal, en 1840, les rochers à fleur d'eau et les courants violents dans la boucle du Lot autour de Luzech mettaient en péril les équipages et leur cargaison.
Cette chapelle est le lieu d'un pèlerinage important qui se déroule pendant une semaine de septembre. En 1851, il a rassemblé jusqu'à 6 000 personnes.
La chapelle est attestée en 1285. Elle est léguée en 1374 pour permettre sa réparation. 
Sa reconstruction a été attribuée à Antoine de Luzech, évêque de Cahors entre 1502 et 1509, et date probablement du début du XVIe siècle, sur la base d'une lecture fautive des armoiries sculptées sur le portail et sur la clef de voûte du chœur. Cette lecture a omis de tenir compte de l'écu à un roc d'échiquier combiné aux armes d'Antoine de Luzech . Le commanditaire est sans doute apparenté aux Luzech mais reste à identifier. On trouve les armoiries des Crayssac sur les clefs secondaires.
La chapelle est considérablement agrandie en 1840 par l'adjonction de deux travées à la nef et de deux bas-côtés pour répondre à l'affluence de pèlerins. Le portail avec un dessin flamboyant des réseaux a été remonté sur la nouvelle façade.
L'édifice a été inscrit au titre des monuments historiques le 2 janvier 1929.
Plusieurs objets sont référencés dans la base Palissy.

## Description
La chapelle a une nef d'une seule travée avec une abside polygonale. Elle est couverte de voûtes d'ogives à liernes et tiercerons.